# Swietłana Tripapina
Swietłana Olegowna Tripapina (ros. Светлана Олеговна Трипапина, ur. 19 lutego 1994 w Moskwie) – rosyjska florecistka, brązowa medalistka mistrzostw świata.
W 2014 roku zdobyła srebro drużynowo i brąz indywidualnie na mistrzostwach świata juniorów w Płowdiwie.
Podczas mistrzostw świata w Lipsku w 2017 roku Rosjanki w składzie: Inna Dierigłazowa, Anastasija Iwanowa, Swietłana Tripapina i Adelina Zagidullina zdobyły brązowy medal w zawodach drużynowych. Była też ósma drużynowo i dziesiąta indywidualnie na mistrzostwach świata w Wuxi w 2018 roku.
Ponadto zdobyła drużynowo srebrne medale na mistrzostwach Europy w Tbilisi (2017) i mistrzostwach Europy w Nowym Sadzie (2018).